# داگ لیمان
داگلاس اریک «داگ» لیمن (انگلیسی: Douglas Eric "Doug" Liman؛ زادهٔ ۲۴ ژوئیهٔ ۱۹۶۵) تهیه‌کننده، کارگردان و مدیر فیلم‌برداری اهل ایالات متحده آمریکا است. وی از سال ۱۹۹۴ میلادی تاکنون مشغول فعالیت بوده‌است. او در سال ۲۰۱۴ نامزد دریافت نخل طلا شد.

## اوایل زندگی
داگ لیمان در شهر نیویورک به دنیا آمد. مادرش آلن، نقاش و نویسنده و پدرش آرتور ال لیمان یک وکیل خدمات عمومی بود که به عنوان مشاور ارشد برای جلسات مجلس سنای ایالات متحده آمریکا نیز خدمت می‌کرد. لیمان یک خواهر و یک برادر دارد؛ نام برادرش لوئیس و خواهرش امیلی است. لیمان و خانواده‌اش از یهودیان برجسته نیویورک هستند.
لیمان در حالیکه در مدرسه مشغول تحصیل بود، شروع به ساخت فیلم‌های کوتاه کرد و بعد از آن، در مرکز بین‌المللی عکاسی در نیویورک شروع به تحصیل کرد.
وی هنگام حضور در دانشگاه براون، علاوه بر کمک در ساخت ایستگاه تلویزیونی و دانشجویی بی‌تی‌وی، به عنوان اولین مدیر ایستگاه، مشغول به کار شد. سپس او جزو انجمن ملی گویندگان دانشجو شد. فعالیت این انجمن، آماده‌سازی دانشجویان برای گویندگی در ایستگاه‌های تلویزیونی و رادیویی در سال ۱۹۸۸ بود. 
لیمان تحصیلات عالی خود را در دانشگاه کالیفرنیای جنوبی ادامه داد.

## زندگی هنری
داگ لیمان کارگردانی را از فیلم‌های مستقلی مثل «ولگردها» و «رفتن» شروع کرد. اما آنچه که سینماروها را جذب خود کرد فیلم‌های «خانم و آقای اسمیت» و «هویت بورن» بودند. دیگر اثر داگ لیمان، «لبه فردا» با بازی تام کروز و امیلی بلانت است که ماجرای پر از هیجانی را که متعلق به زمانی در آینده است.

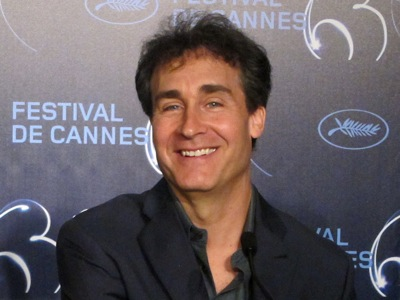
داگ لیمان در جشنواره فیلم کن، مه ۲۰۱۱

«داگ لیمان» که پیش از این فیلم‌هایی همچون «بازی جوانمردانه»، «آقا و خانم اسمیت»، «برو» و «هویت برن» را کارگردانی کرده‌است، این بار فیلم سینمایی «پایان قبیله» را بر اساس کتابی با «پایان قبیله، جستجوی حماسی برای نجات مرد تنها در آمازون» تهیه و تولید می‌کند. «داگ لیمان» به عنوان تهیه‌کننده نیز در بسیاری از فیلم‌های ساخته شده در هالیوود فعالیت کرده‌است.

## فیلم‌شناسی
| سال  | فیلم             | کارگردان | تهیه‌کننده | مدیر فیلم‌برداری | تهیه‌کننده اجرایی |
| ---- | ---------------- | -------- | --------- | --------------- | ---------------- |
| ۱۹۹۴ | وارد شدن         | آری      | نه        | نه              | نه               |
| ۱۹۹۶ | هوسران‌ها         | آری      | نه        | آری             | نه               |
| ۱۹۹۹ | برو              | آری      | آری       | نه              | نه               |
| ۲۰۰۲ | هویت بورن        | آری      | آری       | نه              | نه               |
| ۲۰۰۴ | برتری بورن       | نه       | نه        | نه              | آری              |
| ۲۰۰۵ | آقا و خانم اسمیت | آری      | نه        | نه              | نه               |
| ۲۰۰۷ | اولتیماتوم بورن  | نه       | نه        | نه              | آری              |
| ۲۰۰۸ | جهنده            | آری      | نه        | نه              | نه               |
| ۲۰۱۰ | بازی منصفانه     | آری      | آری       | آری             | نه               |
| ۲۰۱۴ | لبه فردا         | آری      | آری       | نه              | نه               |
| ۲۰۱۷ | ساخت آمریکا      | آری      | نه        | نه              | نه               |
| ۲۰۱۷ | دیوار            | آری      | نه        | نه              | نه               |
| ۲۰۲۱ | آشوب مدام        | آری      | نه        | نه              | نه               |
| ۲۰۲۱ | قرنطینه          | آری      | نه        | نه              | آری              |
| ۲۰۲۳ | بار کنار جاده    | آری      | نه        | نه              | نه               |
| ۲۰۲۴ | تحریک‌کنندگان     | آری      | نه        | نه              | نه               |

## جوایز
| سال  | فیلم         | جایزه                                            | نتیجه    |
| ---- | ------------ | ------------------------------------------------ | -------- |
| ۱۹۹۶ | هوسران‌ها     | جایزه سینمایی و تلویزیونی ام‌تی‌وی بهترین کارگردان | پیروز    |
| ۱۹۹۹ | برو          | جایزه ایندیپندنت اسپیریت بهترین کارگردان         | نامزدشده |
| ۲۰۱۰ | بازی منصفانه | جایزه نخل طلا                                    | نامزدشده |
| ۲۰۱۴ | لبه فردا     | جایزه ساترن بهترین کارگردان                      | نامزدشده |